# Tomo Sugawara
Tomo Sugawara (jap. 菅原 智, Sugawara Tomo; * 3. Juni 1976 in Hokkaido) ist ein ehemaliger japanischer Fußballspieler.

## Karriere
Sugawara erlernte das Fußballspielen in der Jugendmannschaft von Verdy Kawasaki. Seinen ersten Vertrag unterschrieb er 199 bei Verdy Kawasaki (heute: Tokyo Verdy). Der Verein spielte in der höchsten Liga des Landes, der J1 League. 1995 wurde er mit dem Verein Vizemeister der J1 League. 1996 gewann er mit dem Verein den Kaiserpokal. Für den Verein absolvierte er 51 Erstligaspiele. 1999 wechselte er zu FC Santos. 2000 wechselte er zum Erstligisten Vissel Kobe. Für den Verein absolvierte er 114 Erstligaspiele. 2006 wechselte er zum Zweitligisten Tokyo Verdy. 2007 wurde er mit dem Verein Vizemeister der J2 League und stieg in die J1 League auf. Am Ende der Saison 2008 stieg der Verein in die J2 League ab. Für den Verein absolvierte er 115 Spiele. Ende 2011 beendete er seine Karriere als Fußballspieler.

## Erfolge
Verdy Kawasaki
- J1 League

Vizemeister: 1995
- J.League Cup

Finalist: 1996
- Kaiserpokal

Sieger: 1996